# Video Rewind
Video Rewind è una raccolta di videoclip del gruppo musicale britannico Rolling Stones pubblicati tra il 1972 e il 1984.

## Tracce
1. She Was Hot – 5:03 (Mick Jagger, Keith Richards)
2. She's So Cold – 4:00 (Mick Jagger, Keith Richards)
3. Emotional Rescue – 4:10 (Mick Jagger, Keith Richards)
4. Waiting on A Friend – 4:25 (Mick Jagger, Keith Richards)
5. Angie – 4:40 (Mick Jagger, Keith Richards)
6. Brown Sugar – 3:49 (Mick Jagger, Keith Richards)
7. Neighbors – 3:31 (Mick Jagger, Keith Richards)
8. Too Much Blood – 6:58 (Mick Jagger, Keith Richards)
9. It's Only Rock 'n Roll (But I Like It) – 4:52 (Mick Jagger, Keith Richards)
10. Miss You – 4:11 (Mick Jagger, Keith Richards)
11. Undercover Of The Night – 4:58 (Mick Jagger, Keith Richards)
12. Start Me Up – 3:27 (Mick Jagger, Keith Richards)

Durata totale: 54:04